# Wolfgang Ablinger-Sperrhacke
Wolfgang Ablinger-Sperrhacke, né en 1967 à Zell am See, Salzbourg) est un ténor autrichien.

## Biographie[1],[2]
Il étudie à l'Académie de musique et des arts du spectacle de Vienne auprès de Gerhard Kahry (chant) et Kurt Equiluz (Lied/oratorio).
Après des premiers engagements à Linz, Bâle et au Staatstheater am Gärtnerplatz de Munich, il fait ses débuts en 1997 à l’Opéra national de Paris  et joue Goro dans Madama Butterfly, Monostatos et le premier homme d’armes dans La Flûte enchantée (dans les productions de Bob Wilson et de La Fura dels Baus), Capito dans Mathis der Maler, Le Balourd miteux dans Lady Macbeth de Mzensk, Mime dans L'Anneau du Nibelung et participe à la création de K... de Philippe Manoury (rôles de Block et de l’huissier).
En 1999, il fait ses débuts au Festival de Glyndebourne où il a chanté depuis dans plus de 130 représentations : Vašek dans La Fiancée vendue, Reverend Adams dans Peter Grimes, Monostatos, Arnalta dans L'incoronazione di Poppea et La Sorcière grignote dans Hänsel und Gretel - ces deux derniers rôles ont aussi été joués en version de concert aux BBC Proms dans la salle du Royal Albert Hall-, Tanzmeister dans Ariadne auf Naxos et Podestà dans La finta giardiniera.

## Engagements importants[1],[4]
- Valzacchi/Le Chevalier à la rose (La Monnaie de Bruxelles, Festival de Baden-Baden, Metropolitan Opera, Royal Opera House, Bayerische Staatsoper)
- Monostatos/La Flute enchantée (Bayerische Staatsoper, De Nationale Opera)
- Dr. Cajus/Falstaff (Festival d'Aix-en–Provence, Théâtre des Champs-Elysées, Théâtre Royal de Madrid)
- Mime dans L’Or du Rhin (Semperoper de Dresden, Staatsoper Unter den Linden, Teatro alla Scala[6], Salle Wilfrid-Pelletier/Montréal, De Nederlandse Opera, Bunka Kaikan de Tokyo, Staatsoper de Vienne, Bayerische Staatsoper)
- Mime/Siegfried (Capitole de Toulouse, La Fenice, Teatro Real, Bayerische Staatsoper[7], Münchner Opernfestspiele, Staatsoper Stuttgart, De Nederlandse Opera, Canadian Opera Company, Staatsoper de Vienne),
- Pedrillo/Die Entführung aus dem Serail (Festival Mozart La Coruña, Teatro Real, Teatro San Carlo)
- Trimalchio dans Satyricon (Maderna), Josef/Wiener Blut et la première mondiale de Divorce à l’italienne de Giorgio Battistelli (Opéra national de Lorraine)
- Barbe-bleue (Offenbach) (Festival de Bregenz, Opéra de Leipzig, Opéra-Comique de Berlin)
- Loge/L’Or du Rhin (Opéra national du Rhin, Festival de Lucerne, Opera North)
- Aegisth/Elektra (Opéra national du Rhin, Verbier Festival, Staatsoper de Vienne)
- Piet/Le Grand Macabre (English National Opera, Philharmonie de Berlin)
- Sorcière grignote (Opéra national de Lyon, Bayerische Staatsoper)
- Hauptmann/Wozzeck (Nancy, La Scala, Bayerische Staatsoper, Opernhaus Zurich, Southbank Centre, Théâtre du Capitole, Opéra national de Lorraine)
- Hérode/Salomé (Volksoper de Vienne, Staatsoper de Vienne, Opernhaus Zurich, Opéra national du Rhin, Münchner Opernfestspiele, Bayerische Staatsoper, Théâtre Bolchoï)
- Pirzel/Les Soldats (Festival de Salzbourg[8], Scala)
- Prinz/Kammerdiener/Marquis dans Lulu (Staatsoper Berlin, Bayerische Staatsoper)
- Klaus Narr dans la première mondiale scénique de Gurre-Lieder (De Nederlandse Opera)
- Pollux/Die Liebe der Danae au Festival de Salzbourg[9]
- Iwan/Le Nez au Covent Garden[2].
- Franz I. dans Karl V. à la Bayerische Staatsoper
- Vašek/La Fiancée vendue (Bayerische Staatsoper, Münchner Opernfestspiele)
- Pluton/Aristée Orphée aux enfers (Komische Oper)

Il a chanté sous la direction de chefs d’orchestre tels que Kirill Petrenko, Daniel Barenboim, Marc Albrecht, Ingo Metzmacher, Franz Welser-Möst, Kent Nagano, Philippe Jordan, James Conlon, Hartmut Haenchen, Robin Ticciati, Antonio Pappano, Christian Thielemann, Jeffrey Tate, Emmanuelle Haïm, Fabio Luisi, Susanna Mälkki, Vladimir Jurowski

## Distinctions
- 2016: nomination Dora Mavor Moore Award, outstanding performance- male/Opera division pour Siegfried-Mime, Canadian Opera Company[10]
- 2017: International Classical Music Awards, best video performance pour Wozzeck (DVD, accentus music, 2017)[11]
- 2021: Bayerischer Kammersänger[12]
- 2022: Chevalier des Arts et des Lettres[13]
- 2022: Österreichisches Ehrenkreuz für Wissenschaft und Kunst[14]

## Enregistrements
DVDs
- Alban Berg : Lulu, Prince/valet, chef.:Daniel Barenboim, metteur en scène.: Andrea Breth, Staatsoper Unter den Linden (Deutsche Grammophon, 2015)
- Alban Berg : Lulu, Prince/valet/Marquis, chef.: Kirill Petrenko, scène.: Dmitri Tcherniakov, Bayerische Staatsoper (Bel Air, 2017)
- Alban Berg : Wozzeck, Capitaine, chef.: Fabio Luisi, scène.: Andreas Homoki, Opernhaus Zurich (accentus, 2016)
- Engelbert Humperdinck : Hänsel et Gretel, La sorcière grignote, chef.: Kazushi Ono, scène.: Laurent Pelly, Festival de Glyndebourne (Decca, 2009)
- Claudio Monteverdi : L'incoronazione di Poppea, Arnalta, chef.: Emmanuelle Haïm, scène.: Robert Carsen, Festival de Glyndebourne (Decca, 2009)
- Wolfgang Amadeus Mozart : La Flute enchantée, Monostatos, chef.: Marc Albrecht, scène.: Simon McBurney, De Nationale Opera  (Opus arte, 2015)
- Arnold Schönberg : Gurrelieder, Klaus Narr, chef.: Marc Albrecht, scène.: Pierre Audi, De Nationale Opera (Opus arte, 2017)
- Richard Strauss : Le Chevalier à la Rose, Valzacchi, chef.: Christian Thielemann, scène.: Herbert Wernicke. Festival de Baden-Baden (Decca, 2009)
- Richard Strauss : Ariane à Naxos, Le maître de ballet, chef.: Vladimir Jurowski, scène.: Katharina Thoma, Festival de Glyndebourne (Opus arte, 2014)
- Richard Strauss : Die Liebe der Danae, Pollux, chef.: Franz Welser-Möst, scène.: Alvis Hermanis, Festival de Salzbourg (Euroarts, 2017)
- Giuseppe Verdi : Falstaff, Dr Cajus, chef.: Enrique Mazzola, scène.: Herbert Wernicke, Festival d'Aix-en-Provence (arthaus musik, 2001)
- Richard Wagner : L'or du Rhin, Mime, chef.: Daniel Barenboim, scène.: Guy Cassiers, Teatro alla Scala (arthaus musik, 2013)
- Bernd Alois Zimmermann : Les Soldats, Pirzel, chef.: Ingo Metzmacher, scène.: Alvis Hermanis, Festival de Salzbourg (Euroarts, 2013)

CDs
- Benjamin Britten : Peter Grimes, Reverend Horace Adams, chef.: Mark Wigglesworth, Festival de Glyndebourne (Glyndebourne Label, 2010)
- Arnold Schönberg : Gurrelieder, Klaus Narr, chef.: Edward Gardner, Orchestre philharmonique de Bergen (Chandos Records, 2016)
- Arnold Schönberg : Gurrelieder, chef.: Christian Thielemann, Staatskapelle Dresden (Edition Staatskapelle, 2020)
- Engelbert Humperdinck : Hänsel et Gretel, La sorcière grignote, chef.: Robin Ticciati, Orchestre philharmonique de Londres (Glyndebourne Label, 2012)